# 新・座頭市
『新・座頭市』（しんざとういち）は1976年から1979年までフジテレビで放送されたテレビ時代劇である。

## 概要
1974年に放送された『座頭市物語』の続編であり、計3シリーズが制作された。主演は勝新太郎、原作は子母澤寛、制作は勝プロダクション。
再放送の際には3つのシリーズを区別するため新聞のラ・テ欄等でそれぞれ「新・座頭市I」「新・座頭市II」「新・座頭市III」と表記される場合があるが、正式なタイトルはすべてのシリーズで「新・座頭市」である。

## シリーズ
第1シリーズ（1976年10月4日 - 1977年4月25日、全29話）
- 放送時間：月曜21:00 - 21:54
- 音楽：村井邦彦
- 演奏：日高富明&ファイヤー
- 主題歌：「不思議な夢」（歌：石原裕次郎）

| 話数 | 放送日         | サブタイトル             | 脚本                  | 監督     | ゲスト出演者 |
| ---- | -------------- | ------------------------ | --------------------- | -------- | --- |
| 1    | 1976年 10月4日 | 情けの忘れ雛             | 東條正年 沖守彦       | 勝新太郎 | いしだあゆみ（おしの）、江見俊太郎（関八州取締役・榊原十蔵）、上野山功一、藤岡重慶（辰造）、松山照夫、石山雄大（彌吉）、小柳圭子、飯島洋美（かよ）、谷崎弘一（茶店の亭主）ほか                                                                                   |
| 2    | 10月11日       | 父恋い子守唄             | 佐藤繁子              | 太田昭和 | 辰巳柳太郎（首の弥三郎）、宇津宮雅代（おりん）、新田昌玄、岸田森、羽田勉（市左ヱ門） |
| 3    | 10月18日       | 潮来の別れ花             | 下飯坂和馬            | 井上昭   | 十朱幸代（おえん）、津川雅彦（喜三郎）、石橋蓮司、江幡高志（文五郎）、絵沢萌子（蝶々） |
| 4    | 10月25日       | 月の出の用心棒           | 池田一朗 岩元南       | 太田昭和 | 石原裕次郎（矢吹源太郎）、佐々木功（沢田真吾）、吉沢京子（矢吹美緒）、立川雄三（割貝の友蔵） 永井柳太郎（笹岡の今朝次）、浅野謙次郎（観音の権次）、壇喧太（お役者小平）、暁新太郎（彌蔵） 森正親（鬼吉）、鈴木康弘（利根崎の六兵衛）ほか                         |
| 5    | 11月1日        | 牢破りいそぎ旅           | 中村努 岩元南         | 太田昭和 | 織田あきら（仙太郎）、田坂都（おみつ）、下元勉（儀兵衛）、深江章喜（村井吉五郎） 三上左京（正吉）、佐山俊二（佐吉）、関真吾（手代）、村松江利子（小女）、荻原郁三（捕方） 堀北幸夫（牢番）、重久剛一（女形）、原聖四郎（親方）ほか                               |
| 6    | 11月8日        | 師の影に泣いた           | 犬塚稔 岩元南         | 南野梅雄 | 丹波哲郎（伴野弥十郎）、柴田美保子（弥生）、和崎俊哉（佐原の島吉）、三島新太郎（安蔵） 原田君事（猪之助）、美鷹健児（宇吉）、久野四郎（稲田の留蔵）、松尾勝人（多吉） 山村弘三（神田陣八郎）、三木豊（神田欽吾）、松本龍幸（松田乙四郎）、田中由香（おきよ）ほか |
| 7    | 11月15日       | わらべ唄が聞える         | 佐藤繁子              | 勝新太郎 | 新藤恵美（お艶）、殿山泰司（甚左）、草野大悟（小浜の伝兵衛）、名和宏（松陰の五郎蔵） 遠山欽（喜助）、花岡秀樹（政三）、馬場勝義（留次）、新郷隆（半助）ほか |
| 8    | 11月22日       | 雨の女郎花               | 猪又憲吾              | 森一生   | 浅茅陽子（お紋）、峰竜太（仲沢金五）、香野百合子（仲沢友江）、長谷川明男（権次） 横森久（津久井玄内）、沼田曜一（藤三郎）、末永厚子（おすえ）ほか |
| 9    | 11月29日       | 見えない涙に虹を見た     | 犬塚稔 中村努         | 田中徳三 | 音無美紀子（おその）、伊丹十三（為吉）、北村英三（錦屋の甲蔵）、原口剛（馬田の信次） 高並功（久兵衛）、沖田駿一（惣吉）、小池雄介（安之助）、松尾勝人（半太）ほか                                                                                                |
| 10   | 12月6日        | 娘が泣く木枯らし街道     | 新藤兼人              | 太田昭和 | 今出川西紀（お光）、金内喜久雄（八造）、川口敦子（おしず）、水上保広（武次） 近江輝子（うめ）、織本順吉（鯛屋 角蔵）、沢田雅美（女中 ハナ）、井上明子（おもん） 藤尾純（次郎左衛門）、森幹太（黒潮伊三郎）ほか                                                   |
| 11   | 12月13日       | 風に別れた二つ道         | 東條正年              | 工藤栄一 | 湯原昌幸（仁吉）、辻萬長（六蔵）、宗方奈美（おせい）、谷崎弘一（仁吉の弟分・渡世人志願の若者）、岡部健（政吉）、新地和子（おはな） 西村晃（吉蔵）ほか |
| 12   | 12月20日       | 金が身を食う地獄坂       | 佐藤繁子 八亀文平     | 田中徳三 | 緒形拳（権之助）、町田祥子（おのぶ）、須田圭一（由松）、高木均（重蔵）、中井啓輔（武次） 原田力（岩五郎）、浜田雄史（浪人）ほか |
| 13   | 12月27日       | 母の涙に市が走った       | 柴英三郎              | 太田昭和 | 北林谷栄（志乃）、松平健（新田元八郎）、中条きよし（又七）、森川千恵子（お京） 柳原久仁夫（不破孫一）、金井進二（紋次）、小瀬朗（覚三）、長谷川弘（万吉）ほか |
| 14   | 1977年 1月10日 | 雪の別れ路               | 中村努 佐藤繁子       | 勝新太郎 | 吉永小百合（おゆき）、林与一（投節の宇乃）、田中明夫（中沢田の辰造）、中村孝雄（政吉） 野村けい子（お里）ほか |
| 15   | 1月17日        | 仕込杖が怒りに燃えた     | 新藤兼人              | 勝新太郎 | 真野響子（おしの）、剣持伴紀（寒天の清松）、草薙幸二郎（赤鯰の長八）、清水康晴（清吉・子役） 今井健二（辰文）、小池雄介（留一）、沖田駿一（三太）、田武謙三（庄屋の藤左衛門）ほか                                                                                |
| 16   | 1月24日        | 駆込み道中ふたり旅       | 沖守彦 岩元南         | 黒田義之 | 加賀まりこ（お香）、菅貫太郎（美濃吉）、蟹江敬三（仙次）、小野川公三郎（源八） 遠山欽（喜六）、石津貞義（松）、野内忠臣（久太）、浜村純（船頭）ほか |
| 17   | 1月31日        | 母子道に灯がともる       | 下飯坂菊馬            | 黒田義之 | 中村玉緒（おたき）、荒井つねひろ（鮒吉）、花沢徳衛（卯平）、山本麟一（長五郎）、根岸一正（浅吉）、平松慎吾（島三）、新海丈夫（与八）ほか |
| 18   | 2月7日         | 酔いどれ川               | 岩元南                | 太田昭和 | 野川由美子（お竜）、村井国夫（弥之助）、左右田一平（茂助）、平田昭彦（鹿川の伝兵衛） 綾川香（万蔵）、絵沢萌子（おせん）ほか |
| 19   | 2月14日        | 越後から来た娘           | 久貴千賀子 下飯坂菊馬 | 黒田義之 | ジュディ・オング（おさよ）、火野正平（吾市）、楠田薫（おもん）、岸田森（柳田浩之進） 出水憲司（川野治助）、中台祥浩（伝馬の権六）、川浪公次郎（勘太）、花岡秀樹（友造） 美鷹健児（久助）ほか                                                                     |
| 20   | 2月21日        | いのち駒                 | 村尾昭                | 南野梅雄 | 松原智恵子（おゆき）、内藤国雄（宗達）、石橋蓮司（源三郎）、小松方正（五郎蔵） 高野真二（長吉）、松山照夫（勘助）、谷崎弘一（伝八）、白川浩二郎（仙次） 須賀不二夫（藤兵衛）ほか                                                                                 |
| 21   | 2月28日        | 契り髪                   | 中村努                | 勝新太郎 | 由美かおる（およう）、峰岸徹（独眼竜の清次郎）、桑山正一（紅屋儀兵衛）、南祐輔（磯吉） 岡部正純（初蔵）ほか |
| 22   | 3月7日         | 浪人子守旅               | 東條正年              | 太田昭和 | 財津一郎（難波儀衛門）、美川玲子（しず）、江木俊夫（定松）、栗田ひろみ（おちょう） 潮健児（使用人） |
| 23   | 3月14日        | 幽霊が市を招いた         | 中村努                | 黒木和雄 | 原田芳雄（下津の伊三蔵）、江波杏子（千両のお富・おしげ（二役））、信欣三（忠七）、大木正司（八丁徳）、 遠山欽（乾分）、田中弘史（賭場の旅烏）、柴田昭彦（二枚目）、広田和彦（旅僧）、下元年世（渡世人）ほか                                                      |
| 24   | 3月21日        | 大利根の春はゆく         | 新藤兼人              | 森一生   | なべおさみ（かわうその源太）、丘みつ子（おふじ）、夏八木勲（平川伝八郎） 福山象三（岩渕の藤八）、新海百合子（お清）、井上博一（仙吉）ほか |
| 25   | 3月28日        | 帰って来た渡世人         | 東條正年              | 南野梅雄 | 宮口精二（松五郎）、中山仁（佐太郎）、石田信之（浅次郎）、草野大悟（藤吉） 井原千寿子（おふみ）、玉川伊佐男（辰蔵）、八重垣百合（おつや）、丘路千、天羽豪志 ほか                                                                                                 |
| 26   | 4月4日         | 鴉カァーとないて市が来た | 星川清司 岩元南       | 太田昭和 | 浜木綿子（おぬい）、若林豪（矢切虫太郎）、藤村有弘（三田村敬介）、梅津栄（赤牛の大八） 勝村淳（亥之助）、広瀬義宣（豚松）、諸木淳郎（禿寅）、深江章喜（千石屋鮫五郎）ほか                                                                                        |
| 27   | 4月11日        | 旅人（たびにん）の詩     | 中村努 奥村利夫       | 勝新太郎 | 若山富三郎（克蔵こと大前田英五郎）、佐藤オリエ（お竹）、石橋蓮司（白金屋銀次郎） 天津敏（京屋元蔵）、永井柳太郎（六兵衛）、志賀勝（清松）、佐藤京一（和三郎） 寺島雄作（医者）、堀北幸夫（百姓家の親爺）、谷崎弘一（与作）ほか                                   |
| 28   | 4月18日        | 上州わらべ歌             | 東條正年              | 太田昭和 | 高橋洋子（おひさ）、鹿股裕司（金太）、上谷恵美（お千代）、大重予資枝（お菊） 小南文孝（三太）、井上昭文（玉村の弥造）、下元年世（政）、蟹江敬三（丑松） 三笠敬子（おかね）、中村錦司（儀兵衛）ほか                                                               |
| 29   | 4月25日        | 終わりなき旅路           | 新藤兼人 中村努       | 森一生   | 竹脇無我（佐倉市之進）、藤岡琢也（竹庵）、小池朝雄（荒磯の甚吉）、遠藤太津朗（木賃宿の亭主）、原田英子（ひさよ） 小林加奈枝（札売りの女）、吉田美由紀（少女）ほか                                                                                                |

第2シリーズ（1978年1月9日 - 1978年5月22日、全19話)
- 放送時間：月曜21:00 - 21:54
- 音楽：村井邦彦
- 演奏：日高富明&ファイヤー
- 主題歌：「座頭市子守唄」（歌：勝新太郎）

| 話数 | 放送日        | サブタイトル                   | 脚本                     | 監督     | ゲスト出演者 |
| ---- | ------------- | ------------------------------ | ------------------------ | -------- | --- |
| 1    | 1978年 1月9日 | 恋鴉いのち百両                 | 新藤兼人                 | 黒田義之 | 小川知子（お咲）、長谷川明男（夕鴉の又八）、鈴木康弘（鬼熊の勘造） 高木均（くちなわの権太）、暁新太郎（いたちの辰）、美鷹健児（清太）、千うらら（宿の女中） 西田良（大庭弥九郎）、太田優子（勘造の女房）、布目真爾（岩次）、新名一美（小女）ほか                  |
| 2    | 1月16日       | 目なしだるまに春が来た         | 高橋二三                 | 安田公義 | 朝丘雪路（春風小蝶）、川﨑裕子（おくみ）、殿山泰司（法善和尚）、今井健二（酉蔵） 根岸一正（弥七）、鈴木康弘（鵜飼重之進）、福田豊士（芳松）、有川正治（猪熊虎十郎） 林家こん平（三吉）、平沢彰（藤五）ほか                                                        |
| 3    | 1月23日       | 天保元年駕籠戦争               | 尾中洋一                 | 勝新太郎 | 根津甚八（甚公）、栗田ひろみ（おりん）、十貫寺梅軒（八公）、風間杜夫（仙吉） 梅津栄（丸源駕籠の源太）、山本昌平（平田勝之進）、兼松隆（でこ助の絞太） 高山修（こって牛の丑松）、中川ジュン（おはま）ほか                                                          |
| 4    | 1月30日       | 蛍                             | 安部徹郎(ﾏﾏ)             | 太田昭和 | 大竹しのぶ（おたよ）、柴俊夫（土田素玄）、遠藤太津朗（達磨の重兵衛）、田武謙三（半造） 菅井きん（おあき）、伊佐山ひろ子（お里）、芝本正（素玄の医生）、三笠敬子（おりん）ほか                                                                                     |
| 5    | 2月6日        | 歌声が市を斬った               | 新藤兼人                 | 勝新太郎 | 中野良子（キク）、川谷拓三（仙太）、待田京介（堀田新九郎）、北村和夫（亀屋常右衛門） 大塚道子（タミ）、小田部通麿（かわうその権八）、蟹江敬三（留吉）、小林加奈枝（老婆） 谷口完（江戸の吉兵衛）ほか                                                              |
| 6    | 2月13日       | 五本の長脇差                   | 久保田圭司 岩元南        | 太田昭和 | 夏純子（銀蠅のお駒）、杉本隆（大寅）、亀田秀紀（小寅）、司茂和彦（三吉） 佐藤修治（利助）、荒居光夫（辰）、山本麟一（黒谷の二七）、金井進二（源蔵） 白川浩二郎（仙次）、国一太郎（常松）ほか                                                                      |
| 7    | 2月20日       | 遠い昔の日に                   | 中村努                   | 勝新太郎 | 李礼仙（お艶）、石橋蓮司（浅次郎）、草野大悟（留吉）、大出俊（又右衛門） 稲川順子（さと）、 矢野宣（茂造）、北見治一（甚作）、山西道広（豊次） 岩堀光樹（寅松）、高木峰子（くま）、那須真実（三平）ほか                                                           |
| 8    | 2月27日       | そこのけ そこのけ あんまが通る | 棚田吾郎 中村努          | 島田開   | 稲葉義男（大沢）、中山麻理（浅尾）、斉藤こずえ（琴姫）、工藤堅太郎（遠藤幸之助） 横森久（田村儀兵衛）、高並功（旅の武士）、藤川準（魚屋）、三浦徳子（腰元） 大木正司（くりからの常松）、橋本和博（秀之助）、浜伸二（弥市）ほか                                    |
| 9    | ３月6日       | まわり燈籠                     | 小倉洋二                 | 森一生   | 石橋正次（ぎんなんの三次）、遠藤真理子（ゆき）、内藤武敏（箕生の儀助）、平泉征（小さぶ） 小林昭二（狩場の乙蔵）、椎谷健治（石和の猫又）、黛康太郎（よしきり源太） 笹木俊志（えくぼの弥太郎）、日高久（飯屋の親爺）、竹中ひろ子（乙蔵の女）ほか                    |
| 10   | 3月13日       | 冬の海                         | 勝新太郎 中村努          | 勝新太郎 | 原田美枝子（てん）、谷崎弘一（甚太）、内田朝雄（四ツ谷の清兵衛）、守田学哉（権太）、堀北幸夫（市を見張る漁師）ほか |
| 11   | 3月20日       | 子別れ街道                     | 新藤兼人                 | 太田昭和 | 范文雀（お品）、高岡健二（疾風の銀太）、和崎俊哉（印旛の佐吉）、清水康晴（三吉） 今福正雄（七右衛門）、浜田寅彦（熊ン蜂の多助）、大林直樹（いが栗の仙八） 丹古母鬼馬二（もぐらの金六）、堀礼文（黒松の忠三）、武田てい子（鮒屋の女中） 松村康世（鴉屋の女中）ほか |
| 12   | 3月27日       | 雨上がり                       | 星川清司                 | 太田昭和 | 夏八木勲（今朝次）、いしだあゆみ（おとき）、渡辺みえ（てる）、三上真一郎（宇吉） 花澤徳衛（六文屋久八）、中井啓輔（儀十）、高品格（丸甚）、山本一郎（半助） 田中弘史（寺蔵）、広瀬義宣（門太）、福本清三（寅松）、橋本和博（小寅）ほか                            |
| 13   | 4月10日       | 忠治を売った女                 | 佐藤繁子                 | 黒田義之 | 二宮さよ子（おまき）、岸田森（庄八）、名和宏（勘蔵）、川浪公次郎（辰吉） 志茂山高也（弥助）、白川浩二郎（留次）、広田和彦（流れ者）ほか |
| 14   | 4月17日       | 夢に追われて阿波踊り           | 田口耕三 安田公義 岩元南 | 小林正雄 | 江波杏子（おれん）、吉沢京子（おしの）、浜村純（徳島屋喜兵衛）、青柳武志（新吉） 酒井修（駒吉）、小松方正（逆潮の平六）、勝村純（仙太）、武智豊子（おかね） 美鷹健児（寅吉）ほか                                                                                  |
| 15   | 4月24日       | 女の鈴が哭いた                 | 山田隆之                 | 井上昭   | 佐藤オリエ（おりん）、高橋長英（菊次）、蟹江敬三（寅吉）、汐路章（赤牛の八右衛門）、山本一郎（辰）、出水憲司 |
| 16   | 5月1日        | 裸の泣き虫役人                 | 東條正年 中村努          | 井上昭   | 坂上二郎（山田吉次郎）、吉田日出子（おゆき）、菅貫太郎（小金代官所代官）、南祐輔（松蔵） 阿部昇二（下男）、原聖四郎（茂兵衛）、暁新太郎（三郎太）、藤川準（喜平） 鈴木義章（配下）ほか                                                                            |
| 17   | 5月8日        | 霜夜の女郎花                   | 村尾昭 中村努            | 太田昭和 | 幸真喜子（おはつ）、音無美紀子（おいね）、清水綋治（まむしの弥三）、小山源喜（安五郎） 梅津栄（伊助）、江幡高志（藤兵衛）、小柳圭子（たか）ほか |
| 18   | 5月15日       | こやし道                       | 犬塚稔                   | 太田昭和 | 藤岡琢也（龍紋徳の徳之助）、和崎俊哉（清次）、殿山泰司（信海）、片橋久美子（梅） 菅井きん（お兼）、田中筆子（きよ）ほか |
| 19   | 5月22日       | めの字の置き土産               | 村尾昭 勝新太郎          | 小林正雄 | 友加代子（お春）、渡辺篤史（定八）、小田部通麿（寅松）、原口剛（吉五郎） 小谷真貴子（キク）、中村錦司（庄屋）、下島哲也（三太）、浜田雄史（為吉） 近江輝子（女房）、安藤由紀夫（太吉）、植田純子（ゆき）ほか                                                      |

第3シリーズ（1979年4月16日 - 1979年11月19日、全26話）
- 放送時間：月曜20:00 - 20:54
- 音楽：村井邦彦、冨田勲、喜多郎『天界』より
- 演奏：日高富明&ファイヤー

| 話数 | 放送日         | サブタイトル           | 脚本                       | 監督       | ゲスト出演者 |
| ---- | -------------- | ---------------------- | -------------------------- | ---------- | --- |
| 1    | 1979年 4月16日 | 今日も行くひとり旅     | 新藤兼人                   | 太田昭和   | 浅丘ルリ子（お仙）、村松克己（佐吉）、江藤潤（清次）、菅貫太郎（船虫の権太）、暁新太郎（まむしの留） 山本昌平（源十郎）、新名一美（女中）ほか |
| 2    | 4月23日        | 冬の花火               | 犬塚稔 奥村利夫            | 国原俊明   | 財津一郎（徳造）、中村七枝子（くみ）、井上昭文（駕籠伝）、井上博一（清二郎）、沖田駿一（常吉）ほか |
| 3    | ５月7日        | 市の耳に子守唄         | 和久田正明 奥村利夫        | 森一生     | 大信田礼子（お玉）、岸田森（卯吉）、菅井きん（産婆）、大林丈史（奈八）、小瀬朗、山本一郎（役人）、森章二（牢名主の片腕）、滝譲二（奈八の雇ったヤクザ者）ほか ノンクレジット：重久剛一（岡っ引き） |
| 4    | 5月14日        | あした斬る             | 中岡京平 奥村利夫          | 勝新太郎   | 郷ひろみ（彦坂郷九郎）、本田博太郎（かかしの助蔵）、金子研二（鬼面の源十）、桂木梨江（おきみ）、飯島洋美（おひろ）、花房徹（平吉）、朝比奈尚行（とんびの松） |
| 5    | 5月21日        | ふたおもて蝶の道行     | 星川清司                   | 黒木和雄   | 川谷拓三（三之助）、松尾嘉代（おきた）、峰岸徹（多喜蔵）、石太郎（音次郎）、乃木年雄（作兵衛）、ひろ新子（外回りの女）、三田真澄（宿の女中） |
| 6    | 5月28日        | 糸ぐるま               | 勝新太郎 山田隆之          | 勝新太郎   | 緒形拳（野鶴の彦太郎）、倍賞美津子（お米）、秋山勝俊（深野の岩五郎）、高原駿雄（庄屋 徳兵衛） 市川好朗（源七）、北見浩一（旅籠の爺）、衣朝遼子（おくみ）、暁新太郎（女衒） 日高綾子（やり手婆）、藤田駿（子分） |
| 7    | 6月11日        | ゆびきりげんまん       | 佐藤繁子 中村努            | 国原俊明   | 大谷直子（おりん）、清水紘治（弥八郎）、根岸一正（仙蔵）、松山照夫（政吉）、新郷隆（半助） 鳴尾よね子（女中）、小谷真貴子（おふく）、水上保広（源六）、志摩靖彦（善助） 高橋芙美子（おいめ）、鈴木康弘（浪人） |
| 8    | 6月18日        | 大当たりめの一番       | 安本莞二 奥村利夫          | 国原俊明   | 波乃久里子（おとよ）、草野大悟（平助）、横山リエ（おみの）、北見治一（亭主）、三笠敬子（女房） 深江章喜（勘十）、滝譲二（留吉）、笹五朗（行者）、沖ときお（薬売り） |
| 9    | 6月25日        | 雨の船宿               | 中村努                     | 森一生     | 山本圭（卯三郎）、須賀不二男（三蔵）、根岸とし江（お松）、藤岡重慶（軍治）、桑山正一（藤助） 広瀬昌助（手代）、滝譲二（乾分）、加藤正記（若い男）、竹本英生（男の子）、三笠敬子（その母親） |
| 10   | 7月2日         | 市の茶碗               | 二州基夫 石田芳子 奥村利夫 | 国原俊明   | いしだあゆみ（お近）、江原真二郎（夢七）、植頭実（夢三）、浮田佐武郎（伝八）、曽根晴美（隠居 富右衛門） 北見唯一（玄信）、高野真二（久兵衛）、沖ときお（茶店の主人）、三田真澄（茶店の女中） 松尾勝人（泥棒）、筑波健（武士） |
| 11   | 7月9日         | 人情まわり舞台         | 中村努                     | 黒木和雄   | 原田芳雄（新三）、稲川順子（おつね）、田武謙三（卯三郎）、中村明豊（吉次）、新海丈夫（浪人）、ひろ新子 （酌婦）、小峰隆司（追手のやくざ）、三笠敬子（豊満な女） |
| 12   | 7月23日        | 虹のかけ橋             | 佐藤繁子                   | 森一生     | 中村玉緒（おすま）、蟹江敬三（笹子の又七）、荒井玉青（おりつ）、今井健二（身延の勘造）、有川正治（半次） 新郷隆（寅松）、木下サヨ子（やり手婆） |
| 13   | 7月30日        | 鬼が笑う百両みやげ     | 高橋二三                   | 南野梅雄   | 谷崎弘一（仙太）、武原英子（お絹）、赤木春恵（お松）、山田哲郎（太郎吉）、市川好朗（与太兵衛） 白川浩二郎（代貸し）、暁新太郎（弥助）、石津貞義（留吉）、橋本和博（牛造）、堀北幸夫（放浪人） |
| 14   | 8月6日         | あんま志願             | 高橋二三 石田芳子          | 太田昭和   | 火野正平（正吉）、岩井友見（おとわ）、浜田晃（三国屋信助）、岡嶋艶子（茶店の婆さん）、小柳圭子（旅の女） |
| 15   | 8月13日        | かかしっ子             | 田中利世 奥村利夫          | 国原俊明   | 小谷真喜子（たえ）、小林昭雄（佐吉）、殿山泰司（飯屋の親爺）、日高綾子（飯屋の婆さん）、大木正司（鬼熊） 堀北幸夫（佐吉の叔父）、高木峰子（佐吉の叔母）、岡本崇（悪童） |
| 16   | 8月20日        | 迎え火 送り火 灯籠流し | 田中利世 中村努            | 森一生     | 倍賞美津子（お涼）、待田京介（源次）、浦辺粂子（しげ）、須釜直美（ゆき）、玉木潤（三吉） 村松克己（久造）、中井啓輔（旅人）、北村英三（白玉屋親爺）、重久剛一（番頭） |
| 17   | 8月27日        | この子誰の子           | 佐藤繁子 奥村利夫          | 太田昭和   | 藤村志保（おとめ）、清水康晴（太郎吉）、多田幸雄（甚八）、北見唯一（ご隠居） 松村康世（御新造１）、三笠敬子（御新造２）、近江輝子（御新造３）、平凡太郎（薬売り）、蟹江敬三（捨吉） |
| 18   | 9月3日         | 犬と道づれ             | 中村努                     | 南野梅雄   | にしきのあきら（佐渡八）、小野進也（玉井繁）、武知社代子（かよ）、梅津栄（長兵衛）、暁新太郎（仙蔵） 鈴木康弘（万兵衛） |
| 19   | 9月10日        | 静かなくらし           | 星川清司                   | 太田昭和   | 二宮さよ子（おすが）、河原崎次郎（宇之助）、中野誠也（岩次郎）、小沢栄太郎（盛助） 原口剛（喜平次）、渡辺満男（安蔵）、花岡秀樹（捨松）、青柳武志（源太） |
| 20   | 9月17日        | 祭りばやしに風車       | 石田芳子 田中利世 奥村利夫 | 田中徳三   | 石橋蓮司（柿八）、守田学哉（仙三）、兼松隆（風次）、高山彰（弥助）、萩尾みどり（お里） |
| 21   | 10月15日       | 渡世人の詩-前編-       | 中村努 奥村利夫            | 勝新太郎   | 森繫久彌（中川の利助）、根津甚八（清吉）、小池朝雄（藤代の政次郎）、船戸順（黒磯の喜三郎） 和崎俊哉（文吉）、藤田駿（秀次）、小野山律子（おちか） |
| 22   | 10月22日       | 渡世人の詩-後編-       | 中村努 奥村利夫            | 勝新太郎   | 森繫久彌（中川の利助）、根津甚八（清吉）、小池朝雄（藤代の政次郎）、船戸順（黒磯の喜三郎） 和崎俊哉（文吉）、小野山律子（おちか） |
| 23   | 10月29日       | 不思議な旅             | 星川清司 奥村利夫          | 勝新太郎   | 原田美枝子（お梅・乞食女・尼僧・娘旅芸人・子守女）、勝村淳（般若の又蔵）、藤田駿（香取の紋太） 小林昭二（甚兵衛）、山口奈美（梅花）、山中美佐（旅籠の女中） |
| 24   | 11月5日        | おてんとさん           | 尾中洋一                   | 太田昭和   | 太地喜和子（おりえ）、中川梨絵（おとよ）、村田正雄（喜三郎）、藤岡重慶（六蔵）、桑垣浩子（おみよ） 古川ロック（松の市）、平凡太郎（清助）、松山照夫（忠次）、二瓶正也（弥吉）、小瀬朗（為造）、暁新太郎（源太） 野上哲也（佐吉）、三鷹健児（留三）、上田恵子（回想の老母） |
| 25   | 11月12日       | 虹の旅                 | 勅使河原宏                 | 勅使河原宏 | 岩崎加根子（かおる）、井川比佐志（喜平）、杣山久美（縫）、清水紘治（兼光八郎）、中村鴈治郎（越前屋惣右衛門） |
| 26   | 11月19日       | 夢の旅                 | 勅使河原宏 中村努          | 勅使河原宏 | 稲見美知子（鼓の女）、大川修（追う男）、観世栄夫（古着屋の男）、松山真一（親分）、エル（美少年） 古谷欽一（不思議な面相の男）、堀北幸夫（飯屋の親爺）、上田順也（十手持ち）、谷崎弘一（不良少年1） 藤田駿（不良少年2）、葉田秀樹（不良少年3）、清水紘治（胴元の男）、坂本長利（代官所の平付）、稲川順子（芸者） 中島晴美（温女1）、吉田けい子（温女2）、勝新太郎（大親分（二役））、中村鴈治郎（にせ盲目になる乞食）ほか |

## 前後番組
| フジテレビ系 月曜21時台 | フジテレビ系 月曜21時台                                                             | フジテレビ系 月曜21時台                                                                              |
| 前番組                  | 番組名                                                                              | 次番組                                                                                               |
| ----------------------- | ----------------------------------------------------------------------------------- | --- |
| 夫婦旅日記 さらば浪人   | 新・座頭市 （第一部） （1976年10月-1977年4月）                                      | ご存知!女ねずみ小僧                                                                                  |
| ご存知女ねずみ小僧      | 新・座頭市 （第二部） （1978年1月-5月） 【本番組まで時代劇枠】                      | 20:00-アメリカ大リーグアワー 【つなぎとして枠拡大】 21:48-FNNニュース 【20:54より暫定移動】 ↓ 大空港 |
| フジテレビ系 月曜20時台 |                                                                                     | |
| 野球狂の詩              | 新・座頭市 （第三部） （1979年4月-11月） 【本番組よりドラマ枠かつ本番組のみ時代劇】 | われら行動派!                                                                                        |